# Pseudosterrha ochrea
Pseudosterrha ochrea är en fjärilsart som beskrevs av W. Warren 1888. Pseudosterrha ochrea ingår i släktet Pseudosterrha och familjen mätare. Inga underarter finns listade.